# Villarepos
Villarepos is een gemeente en plaats in het Zwitserse kanton Fribourg, en maakt deel uit van het district See/Lac.
Villarepos telt 611 inwoners.